# Меїр Аміт
Меїр Аміт (івр. מאיר עמית‏‎‎‎‏‎‎‎, уроджений Меїр Хаїмович Слуцький); 17 березня 1921 — †17 липня 2009) — ізраїльський військовий та державний діяч, директор ізраїльської зовнішньої розвідки «Моссад».

## Життєпис
Народився в 1921 році в Тверії. Батьки Мєїра приїхали в Палестину в 1920 році з України. Його батько Хаїм був рідним братом Абрама Слуцького — батька відомого радянського поета Бориса Слуцького. Сім'я два роки жила у Тверії, пізніше перебралася в Єрусалим, а потім в Рамат-Ган.
В 1936 році Меїр вступив до лав Хагани і змінив своє прізвище на Аміт. Бувши прихильником соціалістичних ідей, Аміт в 1939 році став членом кібуцу Алон в Нижній Галілеї. З 1940 по 1945 рік Меїр служив в єврейській поліції, створеної британською адміністрацією. Меїр після проголошення створення держави Ізраїль вступив в Армію оборони Ізраїлю.
Під час Війни за Незалежність 1948—1949 послідовно командував ротою, батальйоном, полком, потім був заступником командира бригади «Голані». Брав участь у багатьох боях, був поранений. Після закінчення війни Меїр залишився в армії. Близько року навчався у Великій Британії на курсах старшого офіцерського складу.
У 1956, під час Суецької кризи, Аміт був начальником оперативного відділу Генерального штабу. Пізніше його призначили командувачем Південним військовим округом, а потім Центральним військовим округом. Цей пост він займав до свого поранення в 1959 році. Під час маневрів десантних військ парашут Мєїра розкрився не повністю. Він дивом залишився живий, але 18 місяців довелося провести в госпіталях. Поправивши здоров'я, Меїр Аміт відправився на навчання в США, де він закінчив Колумбійський університет.
У 1962 очолив військову розвідку АМАН, а з 1963 по 1968 — Моссад.
Після відставки на 9 років став генеральним директором найбільшого на той період в Ізраїлі промислового концерну «Кур».
Потім подався в політику, став одним з лідерів Демократичного руху, яке потім злилося з рухом «Шинуй» і списком ДАШ, отримало на виборах у Кнесет відразу 15 мандатів. В уряді Менахема Бегіна Аміт займав пости міністра зв'язку, потім міністра транспорту. Але політика швидко набридла, і Меїр повернувся в бізнес. Він заснував компанію Spacecom, яка створила космічні супутники зв'язку «Амос».
17 липня 2009 Меїр Аміт пішов з життя.